# Ina Roberts

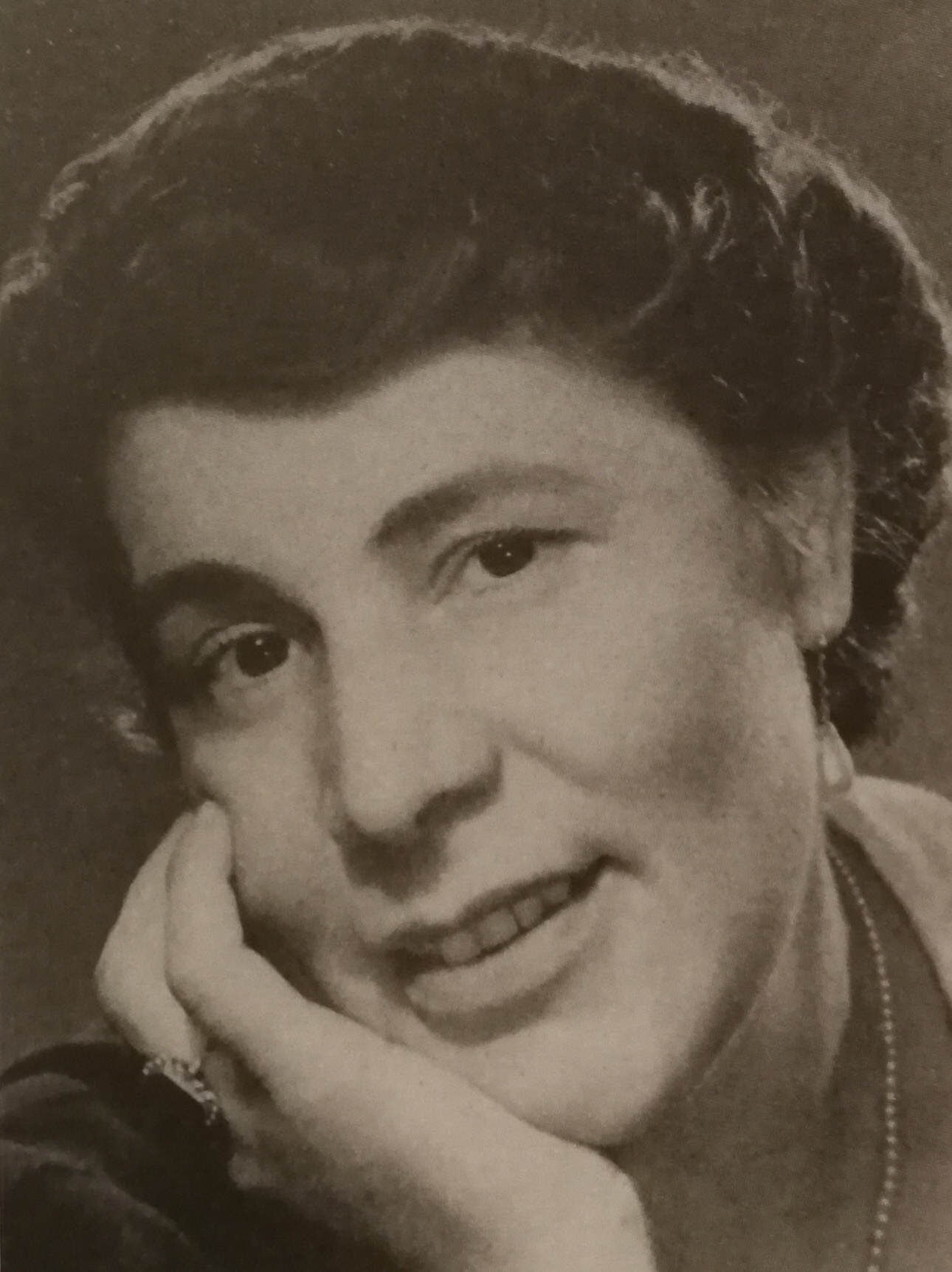

Ina Roberts (gebürtig: Ernestine Loew, verheiratete Heyser; * 29. Juli 1904 in Wolkersdorf im Weinviertel, Niederösterreich; † 11. Oktober 1977 in Cardiff, Wales) war eine österreichische Schriftstellerin und Theaterschauspielerin.

## Leben
Ernestine Loew wurde als Tochter des Arztes Hermann Loew und dessen Frau Emilie in Wolkersdorf geboren, wo sie auch aufwuchs. Später absolvierte sie in Wien  eine Ausbildung zur Theaterschauspielerin. Danach stand sie nicht nur in Österreich, sondern auch in der Schweiz und Deutschland auf der Bühne. Als Ehefrau des Theaterintendanten Karl Heyser lebte sie einige Jahre auch in Baden-Baden.
Schon früh begann sie unter dem Ehenamen Ina Maria Heyser Romane und eigene Theaterstücke zu schreiben, darunter Wenzel erklärt Europa den Krieg, ein Stück, das 1934 uraufgeführt wurde, und in dem sie in einer Komödie auf die Bedrohung durch den Nationalsozialismus aufmerksam machte. Ihr erster Ehemann Karl Heyser war Schauspieler und Intendant des Theaters Baden-Baden. Als die politischen Verhältnisse in Deutschland immer enger wurde, beendete sie die Ehe, da sie nach Österreich zurückkehren wollte, ihr Mann seinen Posten aber nicht aufgeben gewillt war. Unmittelbar nach der Scheidung kehrte sie nach Wien zurück und lebte in einem kleinen Ort am Semmering, wo sie nach eigenen Angaben gegen den Nationalsozialismus agierte.
Loew wurde im März 1938 zusammen mit ihrem älteren Bruder Waldemar in Wolkersdorf verhaftet, da sie in einem Pamphlet die Bürger aufgefordert hatten, in der kürzlich bevorstehenden Volksabstimmung gegen den Anschluss Österreichs an Nazideutschland zu votieren. Nur dank persönlicher Verbindungen konnte Loew bald das Landesgericht in Wien verlassen und floh ins walisische Cardiff. Hier lernte sie auch ihren zweiten Ehemann kennen, David Roberts, einen Lektor an der University of Leeds. Auch nannte sich Ernestine Roberts im englischsprachigen Raum künftig Ina Roberts.
Nach dem Krieg lebte Roberts sowohl in Österreich aber auch in Wales. Als Autorin von Hörspielen war sie ebenso bei der British Broadcasting Corporation (BBC) beschäftigt, aber auch als Hörfunkmoderatorin für den Österreichischen Rundfunk (ORF). Dabei publizierte sie sowohl in deutscher aber auch englischer Sprache.
Nach ihrem Tod, im Alter von 73 Jahren, wurde sie auf eigenen Wunsch am Wiener Zentralfriedhof bestattet.